# Йенсен, Петер Альфред
Альфред Йенсен (дат. Alfred Jensen), полное имя Петер Альфред Йенсен (дат. Peter Alfred Jensen; 7 июля 1903, Орхус — 13 января 1988) — датский политик, член Коммунистической партии Дании, один из лидеров Датского освободительного совета во Второй мировой войне; с 5 мая по 7 ноября 1945 — министр транспорта в кабинете Вильхельма Бюля.

## Биография
Петер Альфред Йенсен Родился 7 июля 1903 года в Орхусе в семье Йенса Йорга Йенсена и Марен Йенсен (в девичестве Сёренсен). Окончил среднюю народную школу, поступил в училище, но ушёл оттуда и стал работать каменщиком. В 1919 году вступил в молодёжное крыло Социал-демократической партии, на основе которой появилась Коммунистическая партия Дании. В 1928 году вошёл в ЦК партии и стал вице-президентом организации профсоюзов в Орхусе. В 1935 году стал кандидатом в Орхусском избирательном округе от Коммунистической партии Дании и выиграл выборы через год, избравшись в фолькетинг. Сохранил свой мандат и в 1939 году.
В 1941 году немецкие оккупационные власти организовали облаву на коммунистов, и под арест попал и Альфред, но ему удалось сбежать из-под конвоя на железнодорожном вокзале Копенгагена. Он ушёл в подполье, став ещё с двумя людьми фактическим руководителем подпольной коммунистической партии Дании. В 1943 году после образования Датского освободительного совета Йенсен вошёл в его руководство, а 5 мая 1945 года, незадолго до капитуляции Германии, был назначен министром транспорта в новом правительстве Вильхельма Бюля, проработав на этой должности до 7 ноября, пока правительство не ушло в отставку.
С 1945 по 1946 годы Йенсен работал в комиссии по вознаграждениям, продолжая работать в фолькетинге. В 1946 году — вице-председатель, с 1947 по 1950 годы — глава Комитета по финансам и член Комиссии по обороне. После войны продолжал активную политическую деятельность, что отражалось в его письмах и мемуарах: Йенсен очень хотел как можно скорее изложить свои воспоминания, дабы не унести в могилу тайны участия Компартии в Движении Сопротивления.
Был дважды женат: первая супруга — Эмма Йенсен (в браке родилась дочь Эльзе, пара развелась вскоре), вторая супруга — Рагнилль Николине Андерсен.
Скончался 13 января 1988 года. Уже позднее выяснилось, что в 1950-е годы за домом Альфреда Йенсена шпионили антикоммунисты, получавшие указания прямо от НАТО.